# Kyobo Life Insurance Company

Kyobo Life Insurance Building em Seul

Kyobo Life Insurance Company é um conglomerado sul coreano que atua no ramo de seguros.

## Subsidiarias
A companhia foi fundada em 1958 por Shin Yong-ho, e seu filho Shin Chang-jae CEO desde 2000. A embaixada da Colômbia também atua no mesmo edifício,